# Daitoshokan no Hitsujikai
Daitoshokan no Hitsujikai (大図書館の羊飼い?) es una novela visual japonesa para adultos, desarrollada por August y liberada el 25 de enero de 2013 para PC con el sistema operativo de Windows como un DVD. El modo de juego en Daitoshokan no Hitsujikai sigue una línea argumental de ramificación que ofrece escenarios predeterminados con cursos de interacción, y se centra en la apelación de los cinco personajes principales femeninos por el personaje del jugador. Un fan disc para Windows titulado Daitoshokan no Hitsujikai: Hōkago Shippo Days, clasificado para personas con 15 años o más, fue lanzado en agosto de 2013. Un segundo fan disc para adultos titulado Daitoshokan no Hitsujikai: Dreaming Sheep fue lanzado en marzo de 2014. Un puerto para PlayStation Vita de los discos originales del videojuego y fan discs con contenido adicional fue puesto en libertad en febrero de 2015.
Ha habido cinco adaptaciones manga basados en el videojuego publicadas por ASCII Media Works, Ichijinsha, Kadokawa Shoten y Media Factory. libros de historietas y novelas ligeras también se publicaron, al igual que varios álbumes de música. Una adaptación al anime producida por Hoods Entertainment se estrenó en Japón en octubre de 2014.

## Modo de juego
Daitoshokan no Hitsujikai es una novela visual de romance en el que el jugador asume el papel de Kyotaro Kakei. Gran parte de su modo de juego es dedicado a leer el texto que aparece en la pantalla, lo que representa la narrativa de la historia y el diálogo. El texto se acompaña de sprites, que representan a los personajes con quienes Kyotaro está hablando, sobre el arte de fondo. A lo largo del juego, el jugador se encuentra con obras de arte CG en ciertos momentos de la historia, el arte de fondo del lugar y de sprites de los personajes. Daitoshokan no Hitsujikai sigue una línea argumental ramificada con múltiples finales, y en función de las decisiones que el jugador hace durante el juego, la trama se centrará en una dirección específica.
Hay cinco principales líneas argumentales que el jugador tendrá la oportunidad de experimentar, una para cada una de las heroínas de la historia. A lo largo del videojuego, el jugador tiene varias opciones para elegir, y la progresión del texto se detiene en estos puntos hasta que se tome una decisión. Algunas decisiones pueden llevar a que el videojuego termine prematuramente y ofrecer un final alternativo a la trama. Para ver todas las líneas de la trama en su totalidad, el jugador tendrá que volver a jugar el juego varias veces y elegir diferentes opciones para seguir la trama en una dirección alternativa. A lo largo del videojuego, existen escenas que representan a Kyotaro y una heroína dada teniendo relaciones sexuales.

## Argumento
Situado en la vasta y prestigiosa Academia Shiomi (汐美学園 Shiomi Gakuen?), Kyotaro Kakei es un estudiante y el único miembro del club de la librería (図書部 Tosho-bu?). Cuando Kyotaro era joven, él aspiraba a leer todos los libros de magia en el mundo que se guardaban en la biblioteca de la magia. Para acceder, adquiere un marcador, que es un billete de entrada a la biblioteca de magia, y él debe mostrar amabilidad y traer felicidad a los corazones de todos. Siendo el único miembro del club de la biblioteca, él disfruta del hecho de que puede leer en paz por sí mismo. Después de recibir un mensaje de texto en su celular del "pastor", diciendo que su suerte va a cambiar, Kyotaro se encuentra con una chica de segundo año llamada Shirasaki Tsugumi, a quien salva en la estación de tren. Más tarde ese día, Tsugumi entra en el club de la biblioteca, ella le agradece y le pide ayuda para hacer de la academia Shiomi un lugar más agradable. Como Kyotaro, Tsugumi también ha recibido un mensaje de texto del "pastor". Con la guía del pastor, más estudiantes terminan uniéndose a su grupo.

## Personajes

### Principales
Kyōtarō Kakei (筧 京太郎 Kakei Kyōtarō?)
 Seiyū: Junji Majima
Kyotaro es el principal protagonista de Daitoshokan no Hitsujikai. Él es un estudiante de segundo año con especialización en humanidades. Él es un ratón de biblioteca y siempre lee un libro. Él era el único miembro del club de la biblioteca, hasta que Tsugumi y los demás se unen y forman un grupo. A Kyotaro le gusta ayudar a los demás y es una persona amable, reservada.
Tsugumi Shirasaki (白崎 つぐみ Shirasaki Tsugumi?)
 Seiyū: Madoka Yonezawa (anime) y Mako Mishiro (juego)
Tsugumi es una chica con el pelo largo y castaño atado en colas gemelas, que se encuentra con Kyotaro en la estación de tren, quien más tarde se convierte en el líder oficial del club de la biblioteca. Ella es buena en la costura y la cocina. Tsugumi hace su trabajo para hacer el almuerzo para los otros cada día. Ella tiene sentimientos por Kyotaro.
Tamamo Sakuraba (桜庭 玉藻 Sakuraba Tamamo?)
 Seiyū: Yuka Saitō (anime) y Sakura Tachibana (juego)
Tamamo es una chica con el pelo negro muy largo atado en una cola de caballo. Ella también se une al club de la biblioteca. Ella es del tipo que se ponen celosas fácilmente. Tamamo es bastante independiente, ya que ella vive sola en un apartamento de lujo, y tiene grandes habilidades prácticas.
Senri Misono (御園 千莉 Misono Senri?)
 Seiyū: Nozomi Yamamoto (anime) y Kotono Marui (juego)
Senri es una chica con el pelo corto, de un bonito color lila. Ella se convierte en un miembro del club de la biblioteca. La mayoría de las veces es inexpresiva, y parece tener una actitud fresca. Senri disfruta de los crucigramas, aunque no es necesariamente muy buena en eso.
Kana Suzuki (鈴木 佳奈 Suzuki Kana?)
 Seiyū: Eri Sendai (anime) y Sora Haruka (juego)
Kana es una chica con el pelo largo ,rubio y ondulado, con una banda blanca, y es miembro del club de la biblioteca. Ella tiene una personalidad amable y brillante. Ella tiene un trabajo a tiempo parcial como camarera. Kana tiene una leve alergia a los gatos, por lo que no puede estar cerca a alguno.
Nagi Kodachi (小太刀 凪 Kodachi Nagi?)
 Seiyū: Atsumi Tanezaki (anime) y Hana Kiritani (juego)
Nagi es una chica con el pelo corto y rojizo, atado en dos colas gemelas. Es miembro del comité de la biblioteca, no es un miembro del club de la biblioteca. Ella vive al lado de Kyotaro, convirtiéndolos en vecinos de al lado.

### Secundarios
Ikkei Takamine (高峰 一景 Takamine Ikkei?)
 Seiyū: Showtaro Morikubo (anime) y Andalusia (juego)
Ikkei es compañero de clase y amigo de Kyotaro, que se une al club de la biblioteca. Él solía tomar clases de karate, pero tuvo que renunciar debido a una lesión en el pie.
Maho Mochizuki (望月 真帆 Mochizuki Maho?)
 Seiyū: Saki Nakajima (anime) y Bouquet Hanataba (juego)
Maho es una chica con el pelo largo y blanco, y es la presidenta del consejo estudiantil.
Miyu Serizawa (芹沢 水結 Serizawa Miyu?)
 Seiyū: Rina Satō (anime) y Suzune Asakura (juego)
Miyu es una chica con el pelo largo de color rosa. Ella es miembro de la unidad de radiodifusión y club de teatro.
Sayumi Ureshino (嬉野 紗弓実 Ureshino Sayumi?)
 Seiyū: Miyu Kashiwagi (anime) y Yuzu Mamiya (juego)
Sayumi es una chica bajita con el pelo largo y de color azul claro, ella lleva un sombrero en todo momento, que se cierra de golpe en el suelo cuando está enojada. Ella juega videojuegos de disparos en primera persona.
Aoi Takigawa (多岐川 葵 Takigawa Aoi?)
 Seiyū: Kei Mizusawa (anime) y Rino Kawashima (juego)
Aoi es una chica de pelo largo azul y con una coleta baja. Ella es la vicepresidenta del consejo estudiantil.
Sayori Shirasaki (白崎 さより Shirasaki Sayori?)
 Seiyū: Yō Taichi (anime) y Motoe Usui (juego)
Sayori es la joven hermana enferma de Tsugumi, y tiene una personalidad brillante y positiva.
Gizaemon (儀左右衛門?)
 Seiyū: Satoshi Tsuruoka (anime) y Itsuki Akiyama (juego)
Gizaemon es un gato macho gordo de color negro con una bata blanca.
Shepherd (羊飼い Hitsujikai?)
El pastor es muy conocido en toda la escuela, y se rumorea que aparecerá delante de los que están trabajando duro, y le concederá deseos.
Nanai (ナナイ?)
 Seiyū: Taiten Kusunoki (anime) y Taiyō Kuroki (juego)

### Hōkago Shippo Days
Kei Kirishima (桐島 慶 Kirishima Kei?)
Kei Kirishima es el protagonista de Hōkago Shippo Days. Él es un amante de los gatos.
Nozomi Toki (土岐 のぞみ Toki Nozomi?)
 Seiyū: Mai Ishihara (anime) y Yui Kusuhara (juego)
Nozomi es una chica con el pelo largo de color rosa claro, ella es amiga de la infancia de Kei y vive en el mismo apartamento que él.
Sakuya Fujimiya (藤宮 朔夜 Fujimiya Sakuya?)
 Seiyū: Ōka Kashii
Sakuya es una chica con el pelo largo y castaño; ella también es una amiga de la infancia de Kei. Ella tiene una personalidad muy directa y honesta. Sakuya es buena cuando se trata de tareas domésticas.

## Desarrollo y lanzamiento
Daitoshokan no Hitsujikai es el noveno título desarrollado por el desarrollador de novelas visuales, August, después de sus títulos anteriores como Fortune Arterial y Aiyoku no Eustia. El proyecto fue supervisado por el director del videojuego Rune, y el escenario fue escrito por tres personas: Taku Sakakibara, Hiroyuki Uchida y Hideaki Anzai. El diseño de personajes y dirección artística para el videojuego fue proporcionada por Bekkankō y CG fue supervisado y manejado por Michi. La música de fondo del videojuego fue producida por miembros de Active Planets. Daitoshokan no Hitsujikai fue puesto en libertad el 25 de enero de 2013 en un DVD para Windows como una versión de edición limitada. La edición regular fue lanzada el 31 de enero de 2014. Un fan disc para Windows titulado Daitoshokan no Hitsujikai: Hōkago Shippo Days (大図書館の羊飼い～放課後しっぽデイズ～?  lit. After School Tail Days), clasificado para las edades de 15 años o más, fue vendido inicialmente en el Comiket 84 el 10 de agosto de 2013, y más tarde para la venta general el 31 de enero de 2014. Un fan disc para adultos lanzado para Windows titulado Daitoshokan no Hitsujikai: Dreaming Sheep (大図書館の羊飼い -Dreaming Sheep-?) fue liberado el 28 de marzo de 2014. Un puerto para PlayStation Vita del videojuego original de Windows y los dos fan disc bajo el título Daitoshokan no Hitsujikai: Library Party fue lanzado el 15 de febrero de 2015. El puerto también incluye contenido adicional, como la adición de una nueva heroína.

## Adaptaciones

### Medios impresos
Una adaptación a manga, titulado Daitoshokan no Hitsujikai e ilustrado por Akane Sasaki, comenzó la serialización en la edición de mayo de 2012 de la revista de ASCII Media Works, Dengeki G. El manga terminó su serialización en la edición de la revista en mayo de 2014 y continuó la serialización en Dengeki G's Comic entre las ediciones de junio de 2014 y enero de 2015. El primer volumen de Daitoshokan no Hitsujikai fue puesto en libertad el 27 de noviembre de 2012; dos volúmenes han sido puestos en libertad el 27 de julio de 2013. Un segundo manga, titulado Daitoshokan no Hitsujikai: The Little Lutra Lutra e ilustrado por Shiroi Kusaka, fue serializado entre las ediciones de julio de 2012 y junio de 2013 de Comptiq de Kadokawa Shoten. Dos volúmenes de The Little Lutra Lutra fueron puestos en libertad entre el 26 de diciembre de 2012 y 6 de junio de 2013.
Un tercer manga, titulado Daitoshokan no Hitsujikai: Lovely Librarians e ilustrado por Rico, comenzó la serialización en la edición de septiembre de 2012 de la revista de ASCII Media Works, Dengeki Hime. El primer volumen de Lovely Librarians fue puesto en libertad el 15 de marzo de 2013; dos volúmenes han sido puestos en libertad a partir del 12 de diciembre de 2013. Un cuarto manga, titulado Daitoshokan no Hitsujikai: Library 4 you e ilustrado por Wasabi, comenzó la serialización en la edición de octubre de 2012 de la Manga 4-koma Palette de Ichijinsha. El primer volumen de Library 4 you fue lanzado el 22 de julio de 2013. Un quinto manga, titulado Daitoshokan no Hitsujikai: Hitoribotchi no Diva (ひとりぼっちの歌姫（ディーヴァ） Hitoribotchi no Dīva?, Lonely Diva) e ilustrado por Norio tsukudani, fue serializado entre las ediciones de noviembre de 2012 y octubre de 2013 de Monthly Comic Alive de Media Factory. Dos volúmenes de Hitoribotchi no Diva fueron puestos en libertad entre el 23 de febrero y el 23 de octubre de 2013. Ichijinsha publicó dos volúmenes de una antología del manga ilustrada por varios artistas titulado Daitoshokan no Hitsujikai: Comic Anthology entre 25 de abril y 25 de junio de 2013.
Un libro de 56 páginas "super preludio" para Daitoshokan no Hitsujikai fue publicado por Enterbrain, el 27 de julio de 2012. Una novela ligera titulada Daitoshokan no Hitsujikai: Overture, escrita por Noritake Tao e ilustrada por Bekkankō, fue publicada por Enterbrain el 30 de agosto de 2012. Un libro de 63 páginas Daitoshokan no Hitsujikai sobre el perfil de una heroína fue publicado por Kadokawa Shoten el 20 de diciembre de 2012. Enterbrain publicó dos volúmenes de una adaptación de una serie de novelas ligeras de Daitoshokan no Hitsujikai, escrita por Noritake Tao e ilustrada por Masao Aona, con ilustraciones en la portada por Bekkankō, entre el 30 de enero y el 30 de abril de 2013. Enterbrain también publicó un fan book visual de 320 páginas el 28 de junio de 2013, que consta de una explicación detallada de la historia, las presentaciones de personajes, ilustraciones ásperas, comentarios sobre el escenario y entrevistas del personal y elenco.

### Anime
Una adaptación a serie anime de televisión producida por Hoods Entertainment comenzó a transmitirse en Japón el 8 de octubre de 2014. Un episodio OVA se incluirá con el primer DVD y volúmenes recopilatorios en Blu-ray que se lanzará el 25 de diciembre de 2014. La dirección, el diseño de personajes y la dirección de la animación es compartida por cinco personas con el nombre colectivo Team Nico: Ken'ichi Konishi, Tomomi Kamiya, Asami Sodeyama, Kaori Hayashi y Yu Shinoda. El guion está escrito por Kiyoko Yoshimura y la música es producida por Active Planets. El anime ha sido licenciado para la transmisión en Norteamérica por FUNimation.

#### Lista de episodios
| Nº    | Título | Fecha De Emisión        |
| ----- | --- | ----------------------- |
| 1     | Formation of the Library Club (図書部結成 Tosho-bu Kessei?) | 8 de octubre de 2014    |
| 2     | Lost and Found (落としもの届けもの Otoshimono Todokemono?) | 15 de octubre de 2014   |
| 3     | Lonely Song Princess (ひとりぼっちの歌姫 Hitoribotchi no Utahime?) | 22 de octubre de 2014   |
| 4     | A New Library Club (新生図書部 Shinsei Tosho-bu?) | 29 de octubre de 2014   |
| 5     | The Truth Behind the Messages (メールの真実 Mēru no Shinjitsu?) | 5 de noviembre de 2014  |
| 6     | The Magic Library (魔法の図書館 Mahō no Toshokan?) | 12 de noviembre de 2014 |
| 7     | The Library Club's Day Off (図書部の休日 Tosho-bu no Kyūjitsu?) | 19 de noviembre de 2014 |
| 8     | The Magic Book (魔法の本 Mahō no Hon?) | 26 de noviembre de 2014 |
| 9     | The Song Princess' Choice (歌姫の選択 Utahime no Sentaku?) | 3 de diciembre de 2014  |
| 10    | Confession (告白 Kokuhaku?) | 10 de diciembre de 2014 |
| 11    | Decision (決意 Ketsui?) | 17 de diciembre de 2014 |
| 12    | A Good Librarian Like a Good Shepherd (大図書館の羊飼い Daitoshokan no Hitsujikai?)                                                                                                | 24 de diciembre de 2014 |
| OVA 1 | Shirasaki & Sakuraba (白崎&桜庭 Shirasaki & Sakuraba?) | 25 de diciembre de 2014 |
| OVA 2 | Misono & Suzuki (御園＆鈴木 Misono & Suzuki?) | 29 de enero de 2015     |
| OVA 3 | Kodachi & Ureshino (小太刀＆嬉野 Kodachi & Ureshino?) | 25 de febrero de 2015   |
| OVA 4 | Naked Queen Final Edition: The Girl and the Miracle Stone (はだかの女王様ファイナルエディション～少女と奇跡の石～ Hadaka no Joō-sama Fainaru Edishon ～Shōjo to Kiseki no Ishi～?) | 26 de marzo de 2015     |
| OVA 5 | | 23 de abril de 2015     |
| OVA 6 | | 28 de mayo de 2015      |

## Banda sonora
Daitoshokan no Hitsujikai tiene nueve piezas de temas musicales: dos temas de apertura, dos temas de cierre, y cinco canciones de inserción. El tema de la primera apertura es "Straight Sheep" (ストレイトシープ?) de Ceui, y el segundo tema de apertura es "Yume Kai Biyori" (夢飼い日和?) de Hagumi Nishizawa. El tema de cierre sustituto es "Dear Smile" de Ceui y el tema de cierre principal es "Ashita e no Shiori" (明日への栞?) de Nishizawa. Las canciones de inserción se acreditan a las cinco heroínas: "Natural Garden" (ナチュラルガーデン?) de Tsugumi Shirasaki, "Sazanami Tsubaki" (さざなみ椿?) de Tamamo Sakuraba, "Yozora no Stairs" (夜空のステアーズ?) de Senri Misono, "Kimi dake no Day Star" (君だけのDay Star?) de Kana Suzuki, y "Michite, Hiite" (みちて、ひいて?) de Nagi Kodachi. El tema de apertura para Daitoshokan no Hitsujikai: Dreaming Sheep es "Dreaming Sheep" (ドリーミングシープ?) de Mitsuki Nakae. El primer tema de cierre es "Hitsujikumo no Sora ni" (ひつじ雲の空に?), también de Mitsuki, y el segundo tema de cierre es "Sacrament" (サクラメント?) de Wagumi Nishizawa.
El sencillo de "Straight Sheep", que también contiene "Yume Kai Biyori", fue lanzado el 24 de agosto de 2012. El sencillo de "Ashita e no Shiori", que también contiene "Dear Smile", fue lanzado el 25 de enero de 2013. Un canción incluida en un álbum musical titulada Daitoshokan no Hitsujikai: Vocal Collection fue puesta en libertad el 29 de marzo de 2013. La banda sonora original del videojuego fue lanzada el 24 de mayo de 2013 en una colección de tres discos que contienen 41 pistas.
El anime cuenta con dos piezas de tema musical. El tema de apertura es "On my Sheep" de Mitsuki Nakae, y el tema de cierre es "Aozora to Green Belt" (青空とグリーンベルト?) de Hagumi Nishizawa.

## Recepción
En 2012, Daitoshokan no Hitsujikai clasificó cuatro veces entre los diez primeros videojuegos nacionales para PC pre-pedidos en Japón. Las clasificaciones estuvieron en el puesto número 4 en septiembre, número 3 en octubre, y dos veces en el puesto número 2 en noviembre y diciembre. Daitoshokan no Hitsujikai ocupó el primer lugar en términos de ventas nacionales de videojuegos para PC en Japón en enero de 2013. Daitoshokan no Hitsujikai fue el número 1 en los ranking de ventas en Getchu.com en 2013, un importante redistribuidor de la novela visual y productos de anime domésticos. El videojuego mantiene el primer lugar en el ranking de ventas para el mes de su lanzamiento, y en febrero el cayó al número 11 en el ranking. El fan disc, Daitoshokan no Hitsujikai: Dreaming Sheep, clasificó en el puesto número 1 en ventas en marzo de 2014. En abril de 2014, se redujeron las ventas de Dreaming Sheep bajando al número 20 en el ranking.
En enero de 2013, Daitoshokan no Hitsujikai fue votado como el número 1 en Bishōjo Game Awards de Getchu como el mejor videojuego del mes. Fue votado como el mejor título general de 2013, y ocupó el cuarto lugar en los resultados de la votación para el mejor de los casos. Daitoshokan no Hitsujikai también ha clasificado tercero en el ranking de sistemas de videojuegos en 2013; tercero en el ranking de gráficos de videojuegos en 2013; el primer lugar en el ranking de música de videojuegos en 2013; y segundo lugar en el ranking de mejor película de videojuegos en 2013. En la encuesta de personajes en 2013 celebrada en Getchu, Suzuki Kana fue votada número 2, Kodachi Nagi en el puesto número 12, y Ureshino Sayumi en el puesto número 20.